# HD 11183
HD 11183，又名CD-31 753，SAO 193320、HR 532，是一颗恒星，视星等为6.34，位于銀經233.7，銀緯-76.77，其B1900.0坐标为赤經1h 44m 48s，赤緯-31° -76.77′ 10″。